# Orvasca panabra
Orvasca panabra är en fjärilsart som beskrevs av Turner 1902. Orvasca panabra ingår i släktet Orvasca och familjen tofsspinnare. Inga underarter finns listade i Catalogue of Life.